# 李諧
李 諧（り かい、496年 - 544年）は、北魏の官僚・文人。字は虔和。本貫は頓丘郡衛国県。

## 経歴
李平の子として生まれた。成長すると、博学で文弁をよくし、才俊として当時に認められた。父の以前の爵位の彭城侯を嗣いだ。太尉参軍から、尚書郎を経て、北海王元顥の下で徐州撫軍府司馬をつとめた。次いで入朝して長兼中書侍郎となった。後に崔光に召されて、兼著作郎となった。歴史を記録する職についたものの、記録に意義を見出さなかった。輔国将軍の号を加えられ、相州大中正・光禄大夫の位を受けた。さらに金紫光禄大夫の位を受け、衛将軍の号を加えられた。529年（永安2年）、元顥が洛陽に入ると、李諧は給事黄門侍郎に任じられた。元顥が敗死すると、官爵を剥奪されたため、「述身賦」を作ってその思いを述べた。
534年（天平元年）、母が死去したため、郷里に帰って喪に服した。魏尹として召されたが、服喪期間が終わっていないことを理由に断った。537年（天平4年）、南朝梁が東魏に通好を求めてくると、李諧は兼散騎常侍となり、主使として江南に向かった。梁の主客郎の范胥や梁の武帝と面会して、応答を交わし、才弁を認められた。帰国すると、大司農卿に任じられた。驃騎将軍の号を加えられ、秘書監に転じた。半身麻痺にかかって職務を退いた。
544年（武定2年）、死去した。享年は49、驃騎大将軍・衛尉卿・斉州刺史の位を追贈された。生前の文章は文集にまとめられて刊行され、当時に通行した。

## 子女
- 李岳（字は祖仁、長男、武定末年に司徒祭酒）
- 李庶（尚書南主客郎）
- 李蔚（尚書左中兵郎中）
- 李若（散騎常侍・儀同三司、隋の秦王府諮議）

## 伝記資料
- 『魏書』巻65 列伝第53
- 『北史』巻43 列伝第31